# Bodenwiesengraben
Der Bodenwiesengraben ist ein gut 2 Kilometer langer Bach im unterfränkischen Landkreis Würzburg, der von links in den Waldbüttelbrunner Augraben mündet.

## Geographie

### Verlauf
Der Bodenwiesengraben entspringt am Nordostfuß des 347 m ü. NHN hohen Ettersbergs und etwa 150 Meter östlich des Pfarrdorfs Eisingen auf einer Höhe von 284 m ü. NHN direkt östlich des Alten Hettstadter Wegs.
Er fließt zunächst als stark begradigter Wassergraben, begleitet vom Alten Hettstadter Weg und von Baumhecken gesäumt, gut 300 Meter zwischen der Flur Am glasern Baum auf seiner linken Seite und der Flur In der Pfanne auf der rechten in fast nördlicher Richtung durch Felder und Wiesen und passiert dabei ein auf seiner rechten Seite liegendes Klärbecken. 
Er wechselt dort nach Nordnordwesten und läuft dann in einem sanften Bogen zwischen den Gewannen Oberer Boden im Westen und Hirtenhölzlein im Osten am auf seiner linken Seite liegenden Aussiedlerhof Johanneshof vorbei. Dort richter er seinen Kurs nach Norden aus und wird etwa 200 Meter bachabwärts auf seiner rechten Seite und auf einer Höhe von 267 m ü. NHN vom aus dem Südosten kommenden und wesentlich längeren Hirtenholzgraben (⊙) gespeist.
Der gestärkte Bach zieht nun nordwestwärts durch die Flur Am Teufels Keller an der Südflanke des von Laubbäumen des Buchrainholz-Waldes bedeckten 313 m ü. NHN hohen Lödebergs entlang und markiert dabei die Gemeindegrenze von Eisingen zu Waldbüttelbrunn. Gut einen halben Kilometer später nimmt er links und auf einer Höhe von 262 m ü. NHN den aus dem Südwesten kommenden Hollergraben  (⊙) auf.
Der Bodenwiesengraben fließt nun, immer noch gesäumt von Baumhecken, in Richtung Nordnordwesten, weiterhin an der Gemeindegrenze am Ostrand des Buchrainholz-Waldes entlang durch einen landwirtschaftlich genutzten Streifen, der auf der westlichen Seite an den Laubwald des Probstforstes, der zur Gemarkung des gemeindefreien Irtenberger Walds gehört, grenzt.
Nach gut 400 Meter wechselt der Bach endgültig auf das Gebiet der Gemeinde Waldbüttelbrunn, läuft dann an einen auf seiner rechten Seite liegenden Klärwerk vorbei, unterquert noch die Straße Am Augraben und mündet schließlich in der Flur Die Au von Südsüdosten kommend auf einer Höhe von 253 m ü. NHN von links in den aus dem Ostnordosten heranziehenden Waldbüttelbrunner Augraben.
Knapp hundert Meter westlich mündet auf der anderen Seite der Gehägsgraben in den Waldbüttelbrunner Augraben.
Der etwa 2,2 km langer Lauf des Bodenwiesengrabens endet ungefähr 31 Höhenmeter unterhalb seiner Quelle, er hat somit ein mittleres Sohlgefälle von etwa 14 ‰.

### Einzugsgebiet
Das 6,41 km² große Einzugsgebiet des Bodenwiesengrabens liegt im Naturraum Eisinger Höhe und wird durch ihn über den Waldbüttelbrunner Augraben, den Aalbach, den Main und den Rhein zur Nordsee entwässert.
Es grenzt
- im Nordosten an das Einzugsgebiet des Herrlesbrunnergrabens, der in den Waldbüttelbrunner Augraben mündet;
- im Osten an das Einzugsgebiet des Main direkts und das Steinbachs, der in den Main mündet;
- im Süden an das des Haselbachs, der in den Aalbach entwässert und
- im Nordwestem an das des Waldbüttelbrunner Augrabens direkt.

Das Einzugsgebiet wird im Süden zum Teil landwirtschaftlich genutzt, zu einem anderen Teil liegt dort im westlichen Bereich das Siedlungsgebiet von Waldbrunn und im Osten das von Eisingen. Der nördliche Bereich ist zum größten Teil bewaldet.

### Zuflüsse
- Hirtenholzgraben (rechts), 2,3 km[3]
- Hollergraben (links), 0,9 km[3]

### Flusssystem Aalbach
- Fließgewässer im Flusssystem Aalbach